# Velino (fiume)
Il Velino (l'antico Avens flumen per i Romani) è un fiume dell'Italia centrale, il maggiore affluente del fiume Nera (riva sinistra) e il maggiore subaffluente del Tevere. Lungo 90 km, scorre per quasi tutto il suo corso in provincia di Rieti, con un bacino idrografico di ben 2 338 km² (quasi il 15% del bacino idrografico complessivo del Tevere) ed è caratterizzato da un regime idraulico assai regolare con portate medie alla foce di 63,81 m³ al secondo, minime di 33 e massime di 130.

## Il corso del Velino

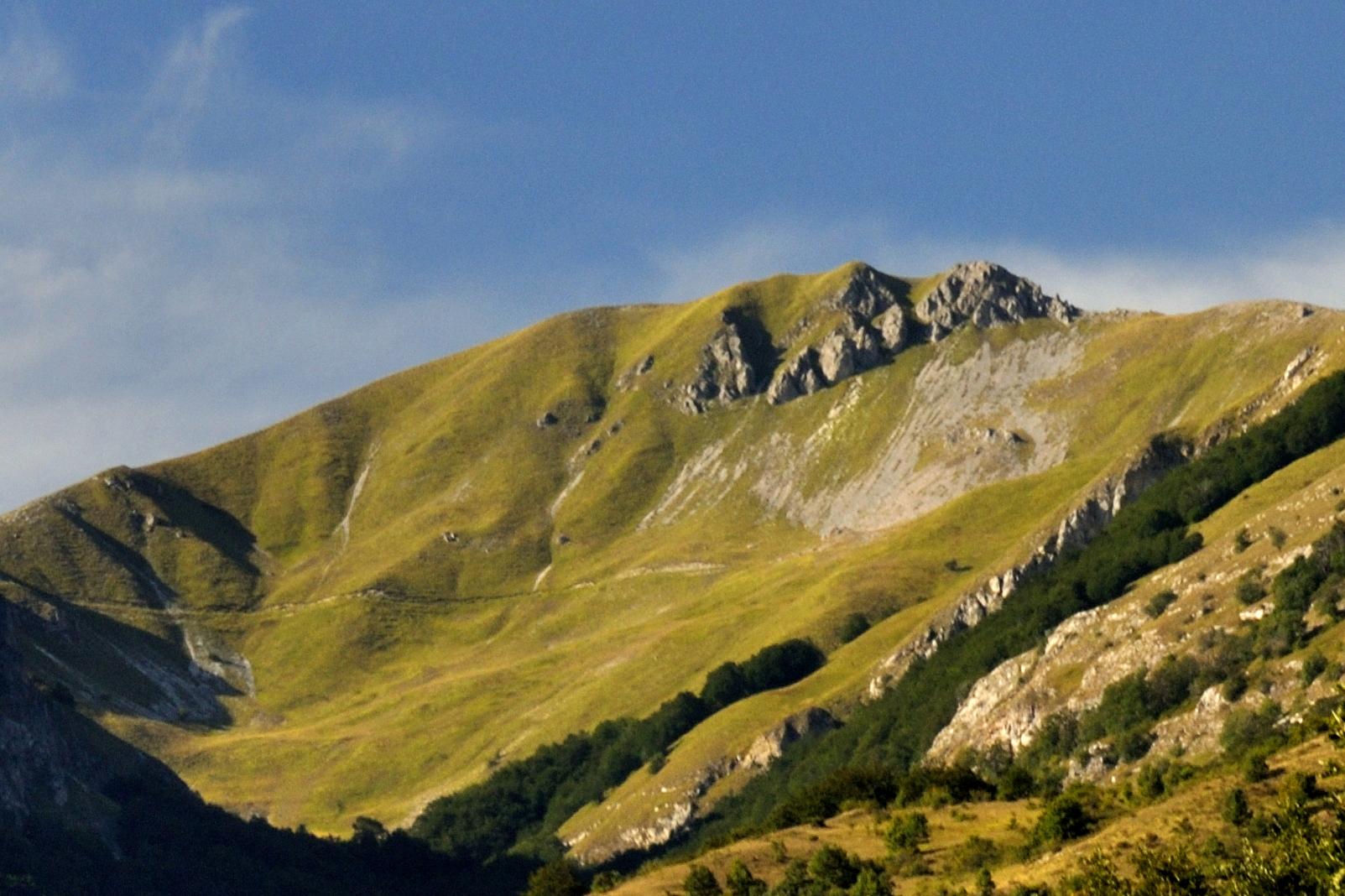
Vetta del Monte Pozzoni

Nasce alle falde del Monte Pozzoni (1 903 metri), nell'alta provincia di Rieti; la sorgente è posta a 1 667 metri s.l.m. nel territorio comunale di Cittareale e ha una portata di 7 litri al secondo.
Scorrendo verso sud, il fiume attraversa Cittareale, la Piana di Bacugno e Posta, dove riceve a sinistra le acque del fiume Ratto. Entra poi nelle strette Gole del Velino, lambendo le pendici del Monte Terminillo a ovest e di Monte Giano a est, nelle quali riceve a destra le acque del torrente Scura, proveniente dalle pendici del Terminillo; dopo circa 15 km esce dalle gole ed entra nel paese di Antrodoco. 
Qui il fiume vira a ovest, bagnando Borgo Velino e Castel Sant'Angelo, in corrispondenza del quale la valle si allarga formando la Piana di San Vittorino, zona interessata da fenomeni carsici, dove si trovano sorgenti di acqua sulfurea (sfruttate dalle Terme di Cotilia) e il lago di Paterno. Presso questa pianura il Velino riceve il tributo delle grandi sorgenti del Peschiera, le seconde in Italia e le maggiori dell'Appennino, che gli versano una portata media di oltre 20 m³ al secondo (con minime di 15), parzialmente deviate nell'acquedotto del Peschiera che serve gran parte della città di Roma. La valle torna a restringersi in corrispondenza di Cittaducale.

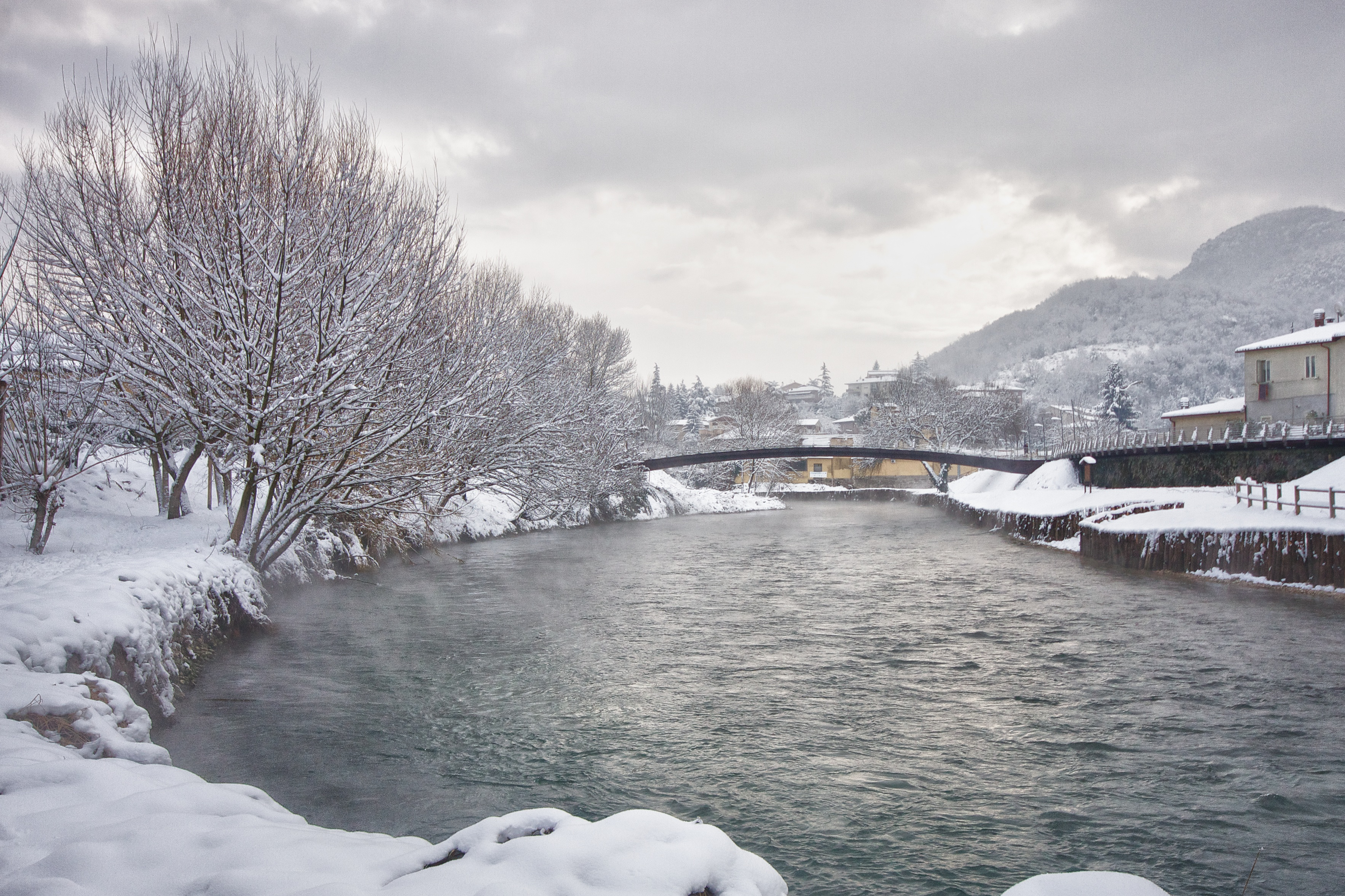
Il Velino a Rieti durante una nevicata

Poco dopo Casette (frazione di Rieti), il fiume si arricchisce da sinistra delle acque del fiume Salto, che drena i monti del Cicolano, il cui corso è regolato dall'omonima diga; quindi attraversa Rieti, dividendo il centro storico (alla sua destra) dal quartiere Borgo. Entrando a Rieti il Velino fa il suo ingresso nella Piana Reatina, che viene attraversata trasversalmente in tutta la sua interezza, da sud-est a nord-ovest. A Terria, nei pressi di Contigliano, il Velino riceve da sinistra il tributo del Turano, che scende dai monti Sabini e anch'esso regolato dall'omonima diga.
A valle di Colli sul Velino il fiume riceve da destra le acque dell'emissario dei laghi Lungo e di Ripasottile, zona umida protetta da una riserva naturale parziale, nonché quelle delle sorgenti di Santa Susanna (5 500 litri al secondo); qui il Velino esce dalla Piana Reatina tornando in una valle più stretta e dirigendosi a nord. Più avanti, sempre da destra, si immette nel Velino l'emissario del lago di Piediluco.
Al termine della pianura, presso Marmore in Frazione di Terni, il Velino precipita nel Nera formando la spettacolare cascata delle Marmore, alta 165 m su tre salti successivi, dei quali il primo di 86 metri. Il salto è sfruttato a fini idroelettrici dalla centrale di Galleto che con i 654 MW generati è l'impianto più potente dell'Appennino e il quinto d'Italia. Il Nera, dopo aver attraversato Terni, confluisce a sua volta nel Tevere presso Orte.

## Storia

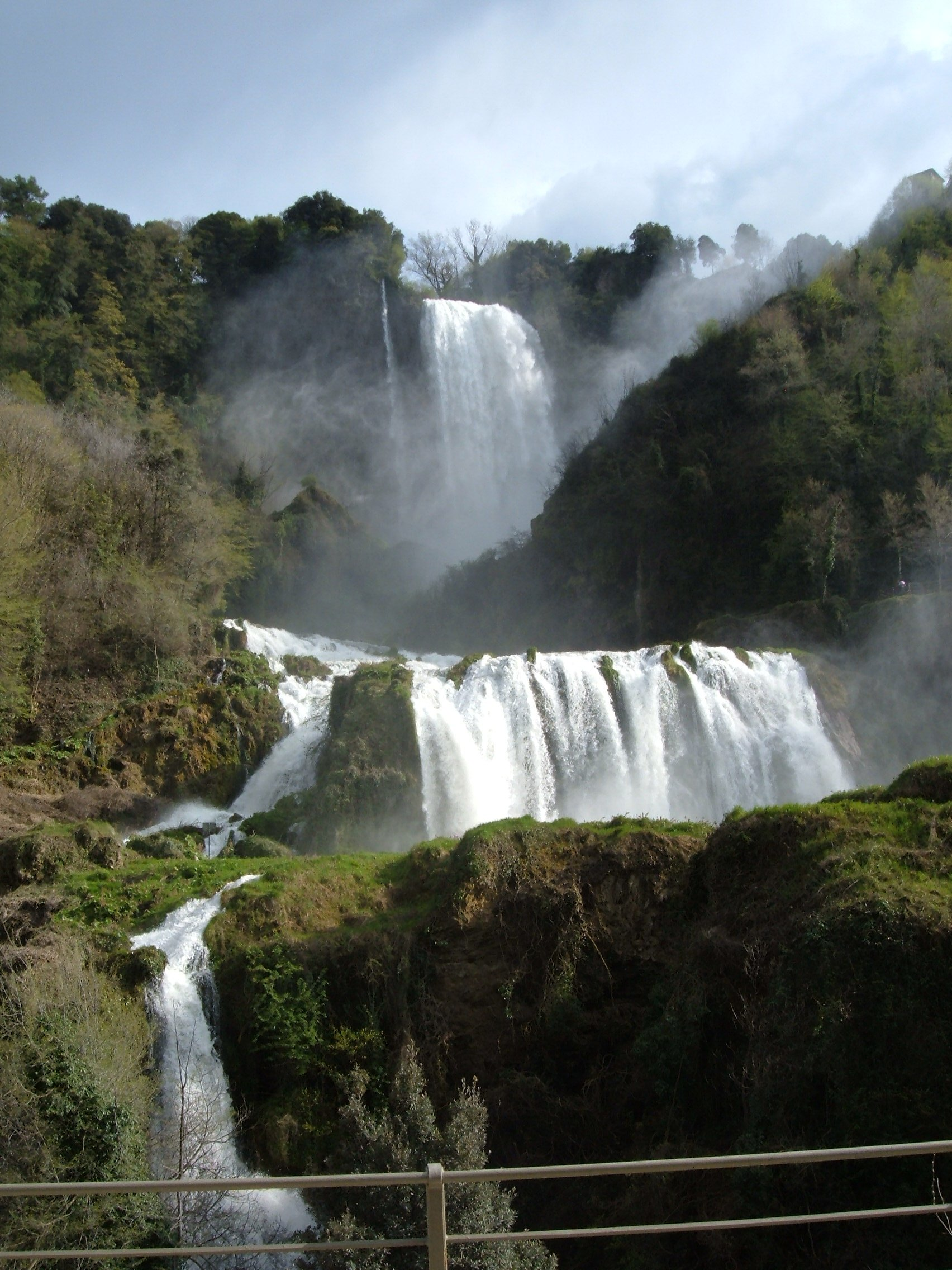
La cascata delle Marmore, con la quale il Velino confluisce nel Nera

Nell'antica Roma il Velino era chiamato Avens flumen, mentre fino al XVII secolo era riportato sulle carte geografiche come Mellino. Il toponimo Velino viene fatto risalire da Dionigi di Alicarnasso al termine Velia, con cui in antichità erano indicate le aree lacustri o paludose.
In epoca pre-romana il fiume impaludava nella Piana di Rieti formando il Lago Velino. Nel 271 a.C. il console Manio Curio Dentato, a scopo di bonifica, realizzò un taglio sulla costa rocciosa dove oggi si trova il primo e maggiore salto. Tale opera, detta Cavo Curiano, fu poi successivamente ingrandita in epoca medievale, anche a seguito delle proteste degli abitanti di Terni che venivano periodicamente inondati dall'enorme massa d'acqua proveniente dal Velino. Dopo alterne vicende conseguenti agli interessi contrapposti dei ternani e dei reatini (questi ultimi avevano interesse a che il Velino non inondasse più la Piana Reatina), vicende che videro l'intervento d'illustri e famosi architetti (Antonio da Sangallo il Giovane, Carlo Maderno, Giovanni Fontana, ecc.) finalmente nel XVIII secolo, sotto il papato di Pio VI, l'architetto Andrea Vici, realizzò la sistemazione definitiva della costa rocciosa (le Marmore che danno il nome alla cascata) che è giunta ai nostri giorni.
Successivamente la società Terni procedette, con la costruzione di rilevanti opere d'ingegneria idraulica, allo sfruttamento idroelettrico e industriale delle copiose portate sia del Velino, sia del Nera, al punto che, oggi, la cascata è visibile solo in giorni prestabiliti, essendo la sua massa d'acqua deviata in condotte forzate a scopo idroelettrico. Il sistema Nera-Velino fa capo al complesso idroelettrico di maggiore potenza dell'Appennino.

## Portata
Dati portata Fiume Velino (Stagione 2018).